# Вовинам
Вовинам (сокращение от Võ Việt Nam; вьет. Việt Võ Đạo, боевые искусства Вьетнама) — вьетнамское боевое искусство. Мастер кулачного боя и военного дела Нгуэн Лок создал его в 1936 году, но до 1938 года о нём не было известно. В то же время Нгуэн Лок предложил своим ученикам концепцию «революции ума», дабы побудить их к постоянному обновлению.
Вовинам включает в себя использование ударных поверхностей рук, локтей, ног, коленей. Также используют традиционное оружие: длинную палку, короткую палку, меч, нож, саблю. В Вовинаме изучаются контратаки, захваты, рычаги.
Большое влияние на современный Вовинам оказал Ле Санг, духовный лидер второго поколения мастеров Вовинам. Ему удалось соединить боевое искусство с философией, создав Вьет Во Дао («путь (Дао) Вьет Во»).

## Теория (философия)
Базовый принцип Вовинам: «кыонг нью фой чьен», что в дословном переводе означает «принцип сочетания двух противоположностей», «жёсткости» и «мягкости». Он является частным случаем известной концепции Инь и Ян. Некоторые боевые искусства более «жёсткие», чем «мягкие», другие более «мягкие», чем «жёсткие». Принцип Вовинам Вьет Во Дао не предпочитает ни «жёсткое», ни «мягкое», их использование зависит от ситуации.

## Десять принципов «Вьет Во Дао»
1. Ученики Вовинам обещают достигать высокой эффективности своего боевого искусства, чтобы служить людям и человечеству.
2. Обещают быть верными намерениям и учению Вовинам и развивать молодое поколение Вовинам Вьет Во Дао.
3. Быть едиными в духе и сердце, уважать старших, быть добрыми к сверстникам.
4. Уважать дисциплину абсолютно, поддерживать высокий уровень личного поведения и чести ученика боевого искусства.
5. Уважать другие школы боевых искусств, использовать навыки боевых искусств только для самообороны и защиты справедливости.
6. Быть прилежными, укреплять ум, обогащать свои мысли и поведение.
7. Жить просто, с целомудрием, верностью, высокими принципами и этикой.
8. Создавать дух стальной решимости и силы, преодолевать силы насилия.
9. Делать разумные суждения, вести борьбу с настойчивостью и действовать с бдительностью.
10. Быть уверенными в себе, сдержанными, скромными и щедрыми.

(Формулировки несколько отличаются в разных школах Вовинам и иногда становятся предметом дискуссии.)